# Егберт (архієпископ Тріра)
Егберт (нім. Egbert von Trier; бл. 950 — 8 грудня 993) — церковний і державний діяч Священної Римської імперії, 13-й архієпископ Тріра, значний меценат.

## Життєпис
Походив з династії Герульфінгів. Другий син Дірка II, графа Голландії, та Гільдегарди Фландрської. Народився близько 950 року. З дитинства призначений для церковної кар'єри. Навчався в бенедиктинському абатстві Егмонд. Потім долучився до почту Бруно I, архієпископа Кельнського. Потім перебував в імператорській капелі.
976 року імператор Оттон II призначив Егберта канцлером Німеччини. 977 року отримує архієпископство Трірське. Намагався оскаржити у Вілігіза, архієпископа Майнцького, його статус примаса Німеччини, проте марно. У 980 році супроводжував імператора до Італії. 983 року брав участь у гофтазі в Вероні.
Після смерті імператора підтримав претендента на трон Генріха IV Баварського. Втім у 985 році з огляду на невдачі останнього перейшов до табору Оттона III. Після цього вплив у державі істотно зменшився. Останні роки приділяв увагу розвитку архієпархії та підтримці мистецтва. Помер 993 року.

## Меценатство
Завдяки діяльності Егберт Трір став одним з центрів мистецтва, науки та писемності в Німеччині. В монастирі Св. Максиміна організував скрипторій, де працював Григорій Майстер, найвидатніших ілюмінаторів Оттонівського Відродження. Також було створено «Кодекс Егберта» (подаровано абатству Св. Пауліна), «Псалтир Егберта» і «Кодекс Аврея Ехтернаського». На мініатюрах цих книг представлені єдині приклади зображення трапецеподібного німба в німецькому мистецтві.
Фінансував створення великої майстерні з виготовлення емалі, якою покривали коштовні вироби. З відомих збереглися «Святиня Егберта» скриня для сандалі апостола Андрія, релікварій «Петрусштаб». Можливо, в майстерні вироблялися частини для Хреста Сервація і Берлінська рама.